# Margarida Cardoso
Maria Margarida de Almeida Rodrigues Cardoso (Tomar, 12 de junio de 1963)  es una directora de cine portuguesa premiada y condecorada por el gobierno portugués.

## Biografía
Margarida Cardoso nació en 1963 en la ciudad de Tomar y a los tres años se fue con su familia a Mozambique, donde estaba destinado su padre, que era militar de la aviación portuguesa. Hasta 1975, año en que regresó a Portugal a la edad de 12 años, vivió en varias ciudades mozambiqueñas, concretamente en la antigua Lourenço Marques (actual Maputo), en Nampula y en Beira.
De regreso a Portugal, fue a vivir con sus padres en Tancos y a los 15 años fue a estudiar a la Escuela de Arte António Arroio (Lisboa), donde realizó el curso de Imagen y Comunicación Audiovisual. Tras finalizar sus estudios, comenzó a trabajar en cine en 1983, en la serie Histórias de Mulheres del director Lauro António. Entre otros roles, trabajó como asistente de dirección, anotadora y fotógrafa de escena, en Portugal y en Francia donde vivió durante varios años. Trabajó en más de 50 películas de directores como: Edgar Pêra, Alexander Sussmann, Inês de Medeiros, João Botelho, Joaquim Leitão, João Pedro Ruivo, Jorge Marecos Duarte, Lauro António, Luís Galvão Teles, Solveig Nordlund, entre otros.
Se dio a conocer por la película A costa dos murmúrios, en la que explora temas coloniales y poscoloniales, desde una perspectiva muy singular que se evidencia en varias de sus películas.
En 1996 debutó como directora con el cortometraje Dois Dragões. Le siguen Natal 71, Kuxa Kanema - O Nascimento do Cinema, A costa dos murmúrios, por la que ganó premios en varios festivales y obtuvo reconocimiento internacional, e Yvone Kane, en la que Margarida Cardoso exploró temas coloniales y poscoloniales, basados en la memoria y sentimientos de pérdida y culpa.
También es profesora de Cine, Vídeo y Comunicación Multimedia en la Universidad Lusófona de Lisboa desde 2005. También es tutora del Máster Docnomads en The Mobile Film School.

## Reconocimientos
Ganó el Premio al Mejor Documental Portugués en los Encuentros de Cine de Malaposta en 1999, por su documental Natal 71.
Con A costa dos murmúrios recibió varios premios en 2004 y 2005, entre ellos el Premio Léopards de Demain en el Festival Internacional de Cine de Locarno, una Mención Especial en el Festival Internacional de Cine de Mannheim - Heidelberg y Mejor Película en Caminhos do Cinema Português.
Fue condecorada por el Estado portugués con el grado de Comendador de la Orden del Infante Don Enrique el 8 de marzo de 2005. En 2007 recibió el Gran Premio TOBIS al Mejor Largometraje en el DocLisboa de ese año, por el documental Era Preciso Fazer as Coisas.
Con Yvone Kane, ganó el Premio al Mejor Largometraje en el festival Caminhos do Cinema Português en 2015 y fue premiada dos veces en los Premios Autores al año siguiente, con los Premios a Mejor Película y Mejor Guion.
En 2015 se creó en la Universidad L'Orientale de Nápoles la “Cátedra Margarida Cardoso”, un centro de investigación creativa inspirado en sus películas.

## Filmografía seleccionada
Películas dirigidas:
- 1996 - Dos dragones
- 1998 - La Tierra vista desde las nubes: Historia del cine portugués 1986-1997, documental
- 1999 - Navidad 71, documental
- 1999 - Entre nosotros
- 1999 - Al otro lado, cortometraje
- 2000 - Con casi nada, documental
- 2003 - Kuxa Kanema: El nacimiento del cine, documental sobre el Instituto Nacional de Cine de Mozambique
- 2004 - La Costa del Murmullo
- 2007 - Era necesario hacer cosas, un documental que sigue los ensayos de la obra Tío Vania
- 2008 - El código de la vida de A. Montrond, cortometraje documental sobre el conde francés Armand de Montrond
- 2008 - Aljubarrota, documental sobre la batalla de Aljubarrota
- 2010 - Licínio de Azevedo: Crónicas de Mozambique, documental sobre el cineasta mozambiqueño
- 2013 - Atlas[25]
- 2014 - Yvone Kane[3]